# فيلدسبيتز
فيلدسبيتز (بالإنجليزية: Wildspitz)‏ هو أحد جبال سلسلة جبال الألب غلاروس ويقع في كانتون شفيتس/كانتون تسوغ في سويسرا. يحتل المرتبة رقم 413 في قائمة جبال سويسرا من حيث الارتفاع، إذ يبلغ ارتفاعه حوالي 1580 متر، بينما يبلغ ارتفاع نتوء الجبل 780 متر.